# Carte d'identité en Allemagne
La carte d'identité allemande (en allemand : Personalausweis) est délivrée aux citoyens allemands par les bureaux d'enregistrement locaux en Allemagne et les missions diplomatiques à l'étranger, tandis qu'elles sont produites à la Bundesdruckerei à Berlin.

## Obligation d'identification
Selon la loi allemande sur l'obligation d'identification, il est obligatoire pour toute personne en Allemagne âgée de 16 ans ou plus de posséder soit une carte d'identité, soit un passeport. Alors que les policiers et certains autres représentants du gouvernement ont le droit d'exiger de voir l'un de ces documents, la loi ne stipule pas que l'on est obligé de soumettre le document à ce moment-là.
Les citoyens allemands voyageant à l'intérieur de l'Europe (à l'exception de la Biélorussie, de la Russie, de l'Ukraine et du Royaume-Uni) ou en Égypte, en Géorgie, à Montserrat (max.14 jours), Turquie et lors de voyages organisés en Tunisie peuvent utiliser leur carte d'identité, qui est un document de voyage lisible à la machine, au lieu d'un passeport.
Tout comme les passeports allemands, les cartes d'identité allemandes sont valables dix ans (six ans si le titulaire a moins de 24 ans à la date de délivrance).
La carte d'identité coûte actuellement 37 € (22,80 € si le titulaire a moins de 24 ans à la date d'émission).

## Langue
La carte d'identité est trilingue allemand / anglais / français.